# Кончанско-Суворовское сельское поселение
Конча́нско-Суво́ровское сельское поселение — муниципальное образование в Боровичском районе Новгородской области России.
Административный центр — село Кончанское-Суворовское.

## География
Сельское поселение расположено в северной части Боровичского района. На его территории находятся озёра Шерегодра и Ситное, протекают реки Кадвиша и Удина.

## История
Кончанско-Суворовское сельское поселение было образовано в соответствии с законом Новгородской области от 11 ноября 2005 года № 559-ОЗ. В соответствии с областным законом № 715-ОЗ, с апреля 2010 года сельское поселение упразднено и объединено с также упразднённым Удинским сельским поселением во вновь образованное Кончанско-Суворовское сельское поселение с административным центром в селе Кончанское-Суворовское.

## Население
| 2010 | 2012 | 2013 | 2014 | 2015 | 2016 | 2021 |
| ---- | ---- | ---- | ---- | ---- | ---- | ---- |
| 718  | ↘686 | ↘671 | ↘641 | ↘627 | ↘626 | ↘551 |

## Состав сельского поселения
| №  | Населённый пункт       | Тип                          | Население |
| -- | ---------------------- | ---------------------------- | --------- |
| 1  | Березняки              | деревня                      | 6         |
| 2  | Большое Обречье        | деревня                      | 7         |
| 3  | Вашково                | деревня                      | 2         |
| 4  | Высоко                 | деревня                      | 0         |
| 5  | Горлово                | деревня                      | 10        |
| 6  | Деревково              | деревня                      | 0         |
| 7  | Дурилово               | деревня                      | 1         |
| 8  | Жуково                 | деревня                      | 20        |
| 9  | Заклёп                 | деревня                      | 10        |
| 10 | Захарино               | деревня                      | 2         |
| 11 | Зихново                | деревня                      | 28        |
| 12 | Исаиха                 | деревня                      | 1         |
| 13 | Карпово                | деревня                      | 2         |
| 14 | Клопчиха               | деревня                      | 5         |
| 15 | Кончанское-Суворовское | село, административный центр | 225       |
| 16 | Косунские Горы         | деревня                      | 16        |
| 17 | Кучково                | деревня                      | 3         |
| 18 | Лединка                | деревня                      | 10        |
| 19 | Любони                 | деревня                      | ↘7        |
| 20 | Малое Обречье          | деревня                      | 8         |
| 21 | Миноха                 | деревня                      | 1         |
| 22 | Осиновец               | деревня                      | 20        |
| 23 | Подол                  | деревня                      | 0         |
| 24 | Покровское             | деревня                      | 0         |
| 25 | Раменье                | деревня                      | 32        |
| 26 | Румянцева Горка        | деревня                      | 2         |
| 27 | Рябиновка              | деревня                      | 4         |
| 28 | Сергейково             | деревня                      | 0         |
| 29 | Сестрёнки              | деревня                      | 2         |
| 30 | Соколово               | деревня                      | 6         |
| 31 | Сопины                 | деревня                      | 29        |
| 32 | Сорокино               | деревня                      | 0         |
| 33 | Тимошкино              | деревня                      | 0         |
| 34 | Трёмово                | деревня                      | 12        |
| 35 | Удино                  | посёлок                      | 230       |
| 36 | Федово                 | деревня                      | 5         |
| 37 | Федосино               | деревня                      | 12        |
| 38 | Язвик                  | деревня                      | 0         |

С 12 апреля 2010 года в состав поселения были включены деревни Березняки, Высоко, Деревково, Зихново, Любони, Покровское, Рябиновка, Сергейково, Соколово, Сорокино и посёлок Удино из упразднённого Удинского сельского поселения.

## Экономика, инфраструктура и социальная сфера
На территории поселения осуществляют свою деятельность ЗАО «Суворовец», ЗАО «Металлопластмасс», ООО «Суворовское», Кончанское лесничество, 5 магазинов, 3 торговых павильона, музей-усадьба А. В. Суворова Боровичского филиала Новгородского государственного объединённого музея-заповедника.
Объекты здравоохранения: МУЗ ЦОВСП «Кончанская амбулатория», фельдшерско-акушерский пункт посёлка Удино и фельдшерско-акушерский пункт деревни Раменье.
Образовательной деятельностью занимаются учреждения: МОУ «СОШ села Кончанско-Суворовское»; ДОУ «Начальная школа — детский сад посёлка Удино»; ДОУ «Детский сад села Кончанское-Суворовское».
На территории поселения есть следующие учреждения культуры: МУК МЦБС библиотека села Кончанско-Суворовское; библиотека посёлка Удино; МУК МСКО сельский дом культуры села Кончанское-Суворовское, сельский дом культуры посёлка Удино.

## Памятники истории и культуры
1. Музей-заповедник А. В. Суворова
2. Усадьба А. Зотова в деревне Деревково
3. Усадьба Кучкова в деревне Кучково
4. Усадьба Поповой в деревне Любони
5. Церковь (1820 года) Тихвинской иконы Божьей Матери в деревне Любони
6. Церковь (XVIII века) Рождества Пресвятой Богородицы в деревне Осиновец
7. Церковь (1747—1762 гг.) Рождества Пресвятой Богородицы в деревне Сопины
8. Церковь (1800—1801 гг.) Святой Троицы в деревне Сопины